# Bispebjerg kirkegård
Bispebjerg kirkegård is een van de vijf begraafplaatsen in Kopenhagen, Denemarken.

## Geschiedenis
De begraafplaats is de jongste van de vijf gemeentelijke begraafplaatsen van Kopenhagen. De door Edvard Glæsel en Hans Jørgen Holm ontworpen begraafplaats werd in 1903 ingehuldigd.

## Gebouwen
De meeste gebouwen op de begraafplaats werden ontworpen door architect Andreas Clemmensen, zoals de hoofdingang (1903), de noordkapel (1910) en de zuidkapel (1912). Deze laatste werd in 1930 grondig gerenoveerd naar een ontwerp van architect Tyge Hvass. De oostkapel werd ook ontworpen door Clemmensen, uitgebreid door Hvass in 1930, maar afgebroken in 2001. Het oude crematorium werd ontworpen door Holger Jacobsen, afgewerkt in 1907 en later uitgebreid in 1932-1934. Een nieuw crematorium, ontworpen door Friis & Moltke, werd ingehuldigd op 14 januari 2003.

## Militaire begraafplaats
In de zuidwestelijke hoek van het kerkhof is een sectie waar zich de graven bevinden van de Deense soldaten, politieofficieren en verzetsstrijders die stierven tijdens de Tweede Wereldoorlog. Het complex werd ontworpen door architect Poul Holsøe en bevat een monument voor de verzetsstrijders die omkwamen bij twee incidenten, op 29 augustus 1943 en 19 september 1944. Het monument werd in 1947 ontworpen door de beeldhouwer Povl Søndergaard. Er bevinden zich ook een aantal graven van Britse soldaten, voor het merendeel bemanningsleden van neergeschoten vliegtuigen. Oorspronkelijk werden ze daar begraven op bevel van de Duitse bezetter. De meeste van hen zijn later, in maart 1944, overgebracht naar Vestre kirkegård.
In sectie 10 bevinden zich tevens 16 graven van Sovjetsoldaten, met een monument uit 1990 van de Russische kunstenaar Anatolij Dioma. Sectie 8 bevat graven van Duitse vluchtelingen en Duitse soldaten.

## Bekende personen begraven op Bispebjerg kirkegård
- Georg Achen, kunstschilder
- Fredrik Bajer, schrijver, Nobelprijswinnaar
- Nina Bang, politica en historica
- Henrik Dam, biochemicus en fysioloog, Nobelprijswinnaar
- Poul Henningsen, architect, ontwerper, schrijver
- Johannes Vilhelm Jensen, schrijver, Nobelprijswinnaar
- Harald Kidde, romanschrijver
- Per Kirkeby, beeldend kunstenaar
- Johannes Anker Larsen, acteur, regisseur, schrijver
- Ole Madsen, voetballer

## Fotogalerij

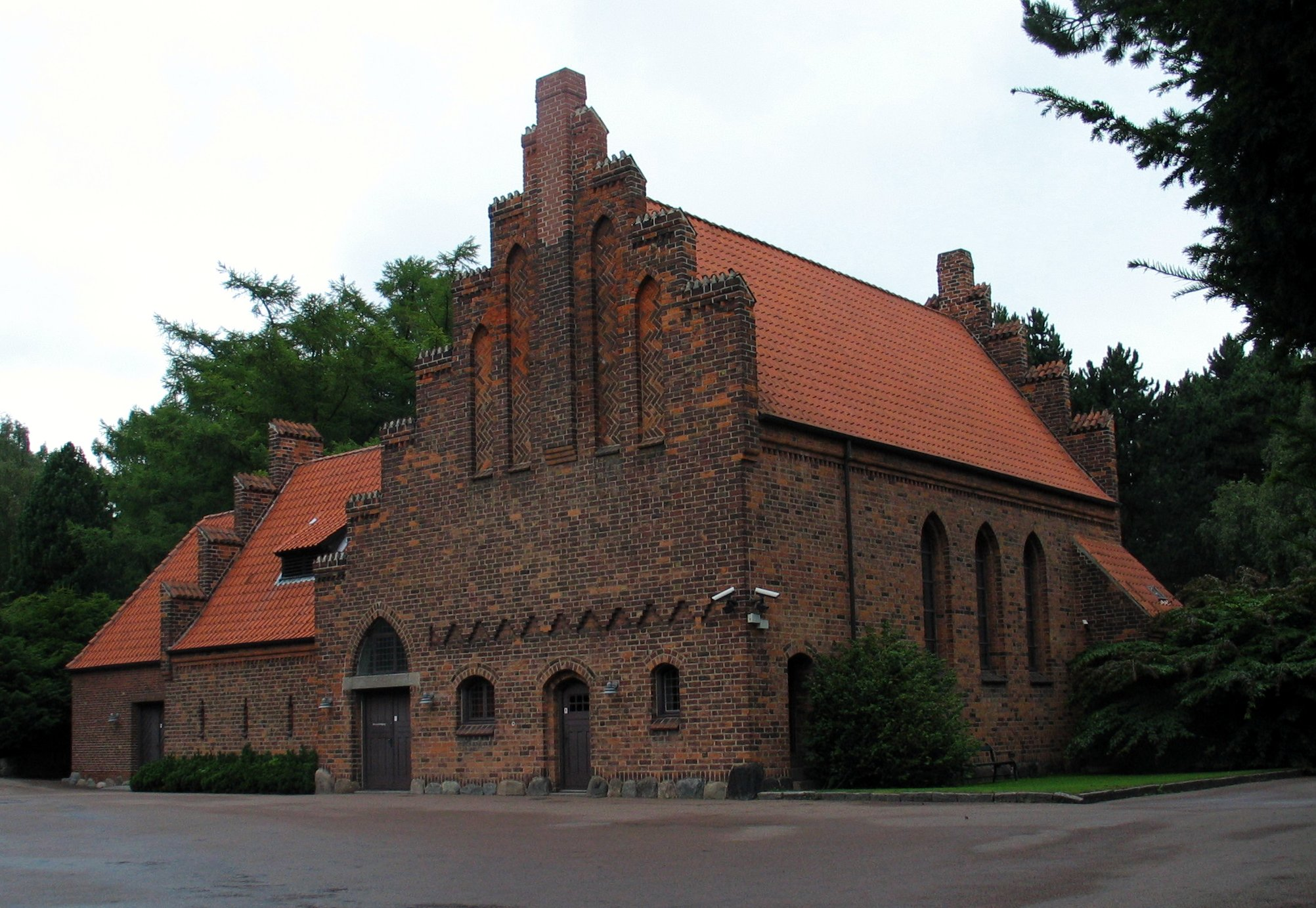
De zuidkapel
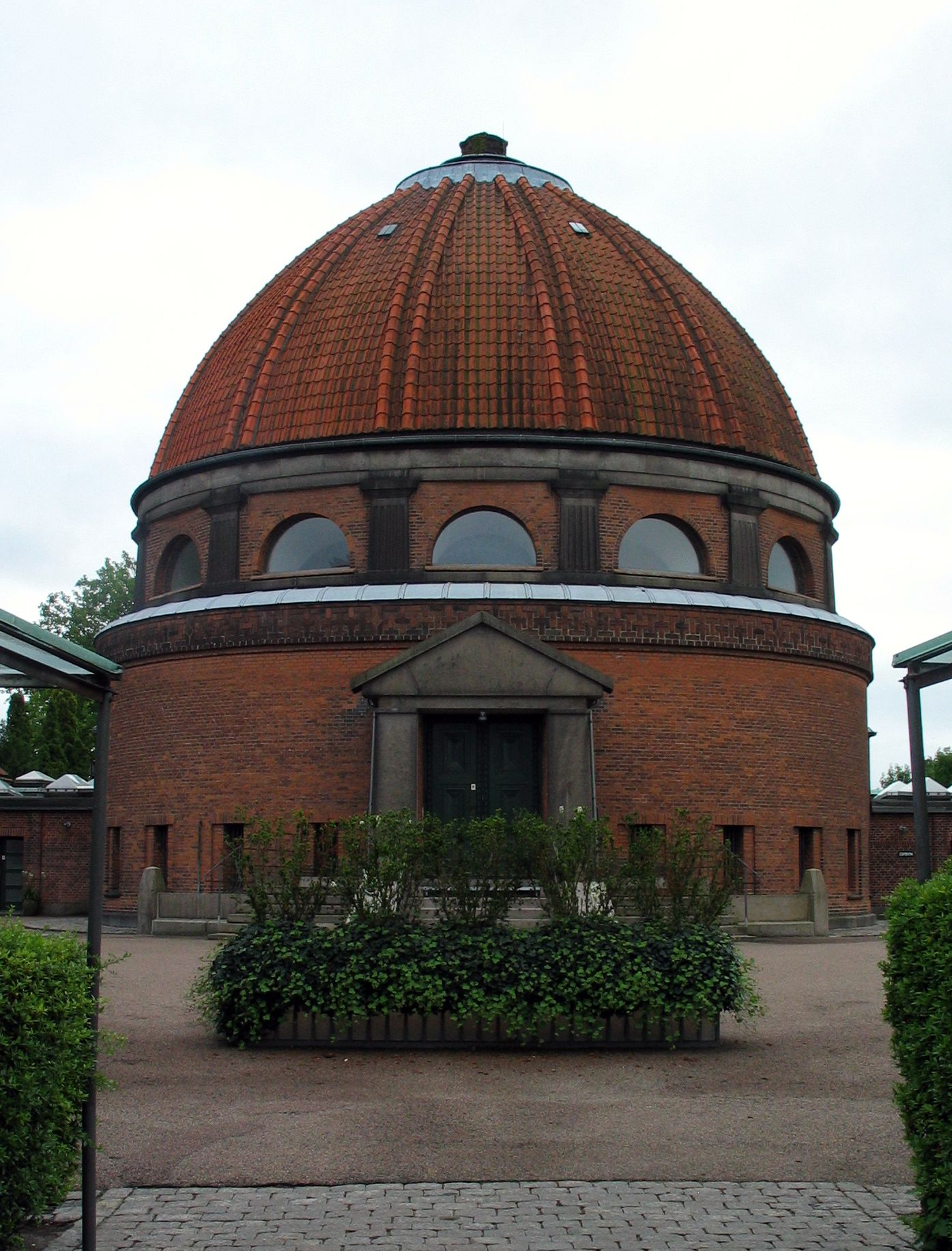
Het oude crematorium
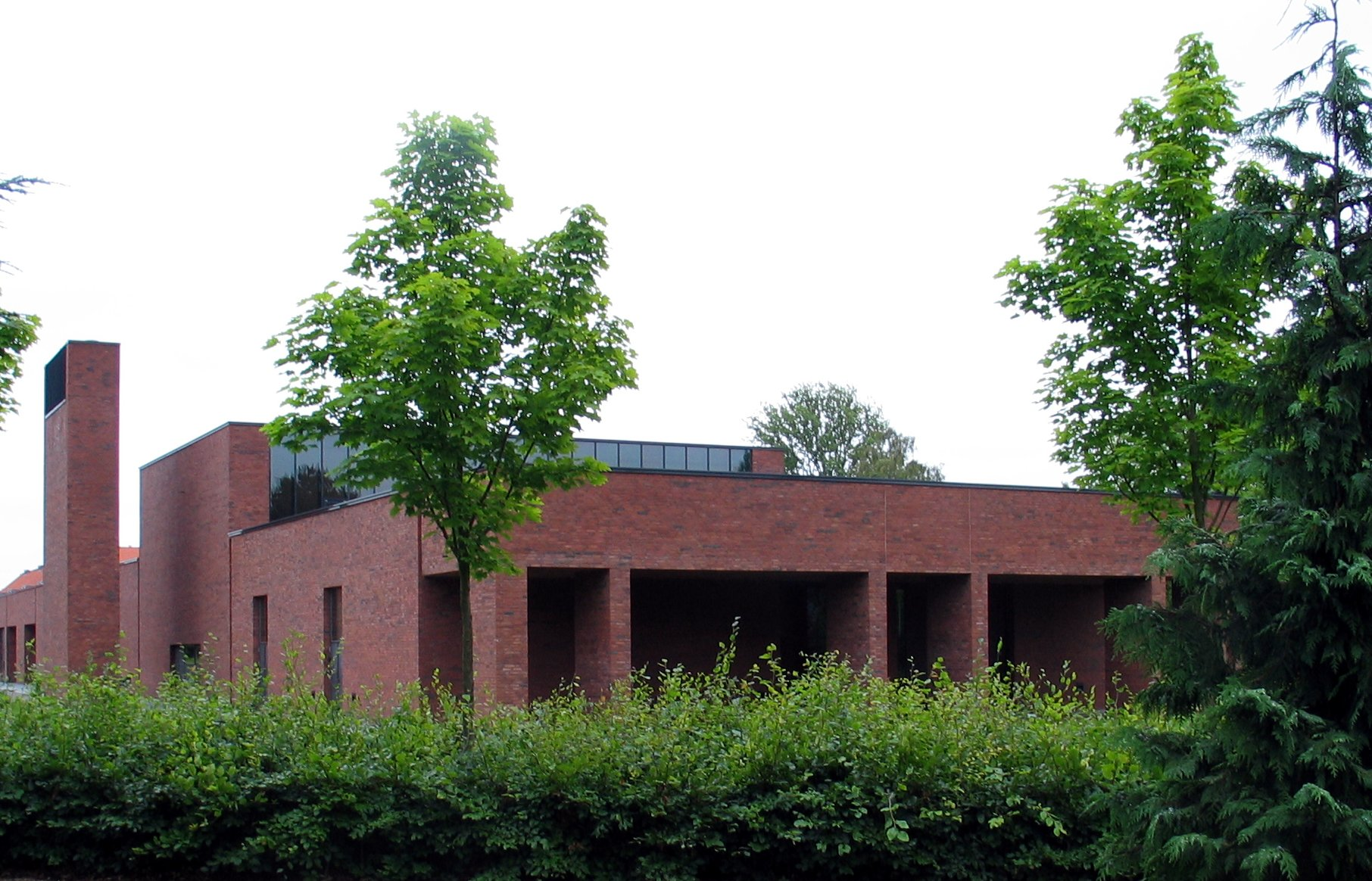
Het nieuwe crematorium
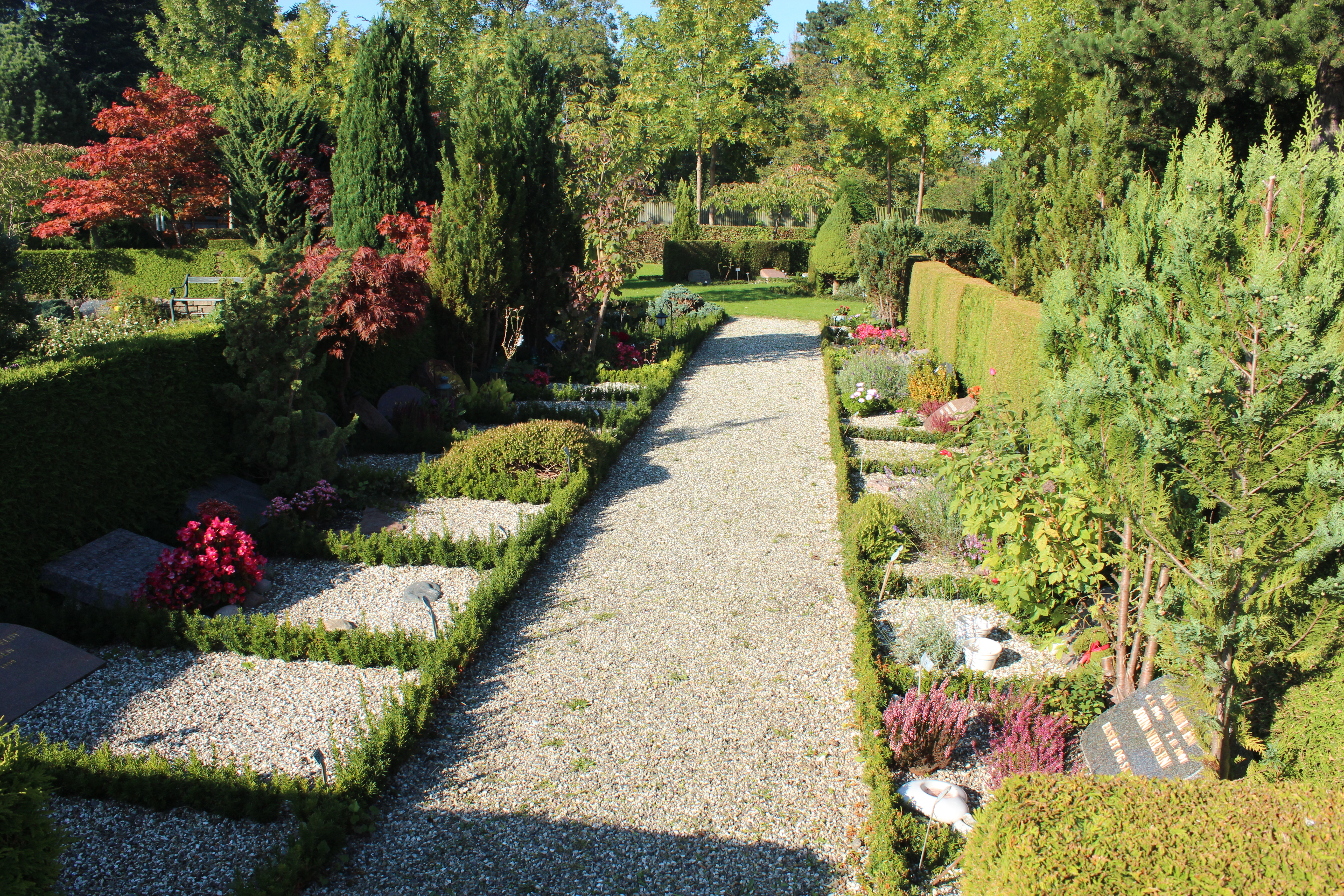
Graven op het kerkhof